# 「4LOVE」EP
『「4LOVE」EP』（フォーラブEP）は、ゆずの2枚目のEP。2017年6月28日にセーニャ・アンド・カンパニーより発売。

## 概要
ゆず初の試みとなる2週連続EPリリースの2作目。
オールタイムベストアルバム『YUZU 20th Anniversary ALL TIME BEST ALBUM ゆずイロハ 1997-2017』のリリースと並行して、「常にその先へ。そして今のゆずを皆さんにお届けしたい」という想いから2017年はじめから新曲の楽曲制作を進行し、制作された楽曲を大きく2つのイメージに分け、まるでアルバムのようなコンセプトと収録曲数となるゆず初のEP作品として『「謳おう」EP』とともに完成したもので、今作は有村架純が出演する伊藤園「お～いお茶」CMソングとして5月24日よりオンエアの「愛こそ」をはじめ、日々の葛藤に迷いながらも自分らしく前を向いて歩いて行く姿を歌った「日常」、ひと足早く夏の訪れを感じさせる「ビーチ」「ロンリーカントリーボーイ」と、4つの愛をコンセプトに、インストゥルメンタルを含む全8曲が収録されている。
もともと『「謳おう」EP』のみのリリースが決まっていたが、『ミュージックステーション』の楽屋で北川が事務所社長から2週連続リリースを提案されたという（『ゆずのオールナイトニッポン』内で北川が発言）。
『「謳おう」EP』同様ゆず公式サイト内のディスコグラフィーでは「EP」に分類されているが、曲数の規定上、オリコンではシングルランキングでチャートインしている。

## 収録曲
1. 愛こそ (3:57)
  - 作詞：北川悠仁 / 作曲 : 北川悠仁・蔦谷好位置 / Produced by ゆず & 稲葉貢一 / Sound Produced by 蔦谷好位置 & ゆず

伊藤園「お〜いお茶」CMソング
CDリリースに先駆けて6月4日から配信リリース。
発売日6月28日の『テレ東音楽祭2017』でテレビ初披露。これがゆずとして初のテレビ東京出演となった（それぞれ音楽番組以外で一人ずつの出演は過去にあり）。
ミュージック・ビデオが公開されたのは発売後約1週間後のことで、それとは別に、ライブ初披露となった「YUZU 20th Anniversary DOME TOUR 2017 ゆずイロハ」最終日・福岡ヤフオク!ドーム公演のライブシーンで展開された「Digest Movie」が発売前に公開されている。
2. 日常 (4:29)
  - 作詞・作曲：岩沢厚治 / Produced by ゆず & 稲葉貢一 / 編曲：釣俊輔 & ゆず
3. ビーチ (4:40)
  - 作詞・作曲：北川悠仁 / Produced by ゆず & 稲葉貢一 / 編曲：mabanua & ゆず

発売後に行われた「YUZU HALL TOUR 2017 謳おう」で本作収録曲で唯一披露されなかった。
4. ロンリーカントリーボーイ (3:51)
  - 作詞・作曲：北川悠仁 / Produced by ゆず & 稲葉貢一 / 編曲：mabanua & ゆず
5. 愛こそ(Instrumental) (3:57)
6. 日常(Instrumental) (4:29)
7. ビーチ(Instrumental) (4:40)
8. ロンリーカントリーボーイ(Instrumental) (3:47)